# 孤独の7
孤独の7（こどくの7、英語: Solitary 7）とは、E・F・オドリング (E. F. Odling) が作成した虫食い算である。割り算の筆算を一つの7を手がかりにして完成させる数学パズルである。

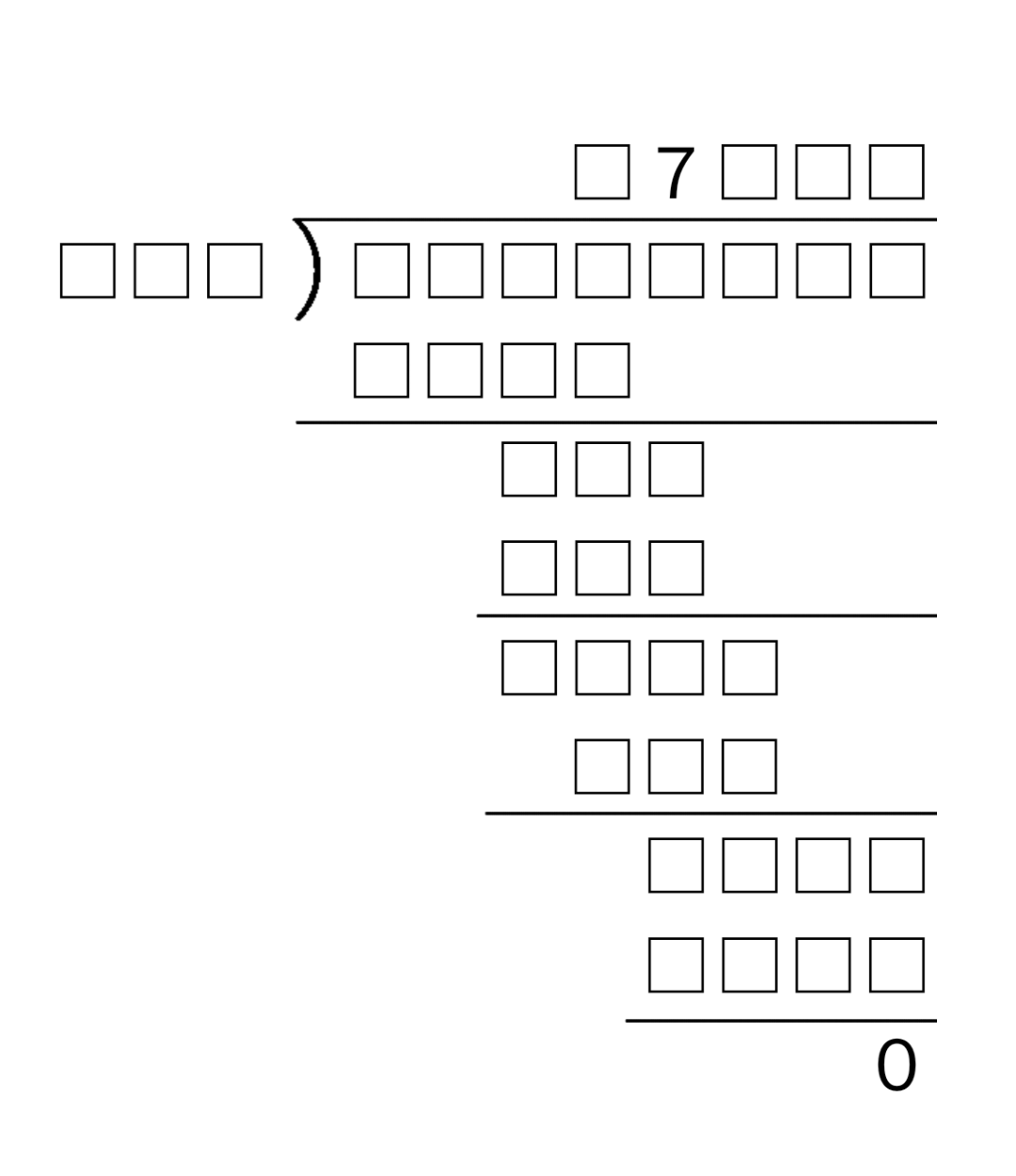
「孤独の7」の問題

## 歴史
『孤独の7』は、A・S・E・アッカーマン（A.S.E.Ackermann）によって1925年に発行された Scientific Paradoxes and Problems（邦題『科学のパラドックスと問題』）に掲載されている。同書が出典と書かれることが多いが、それ以前の The Mathematical Gazette 1923年7月号にオドリングによる記事が存在している。ストランド・マガジン1922年11月号のヘンリー・デュードニーのコラムPERPLEXITIESが初出だということがパズル作家で研究家の田守伸也によって分かった。
日本での初出は不明だが、1946年（昭和21年）に出版された『虫喰ひ算大會』（佐野昌一著）に掲載されている。
佐野は『虫喰ひ算大會』の引用元として上記のアッカーマンの著書を挙げている。高木茂男も同書が初見であるとしている。1985年の『虫食算パズル700選』でも同書が引用元とされた。
```
　□□□
×　８□
――――
□□□□
□□□
――――
□□□□
```

この作品を由来として、1個の数字のみが提示されている虫食い算のことを「孤独のn」と呼ぶ。

## 主な解き方
方針
割る数を絞り込んで行く。
例
4桁-3桁の部分の1000の位は1である。
解答
佐野昌一『虫喰い算大会』：新字新仮名 - 青空文庫の【例題七】を参照。
下平和夫「VII. 数学特論、3.　興味ある数学問題、§3.3 虫食い算」『新数学事典』を参照。